# Europamästerskapen i orientering 2000
Europamästerskapen i orientering 2000 avgjordes den 30 juni–4 juli 2000 i Truskavets i Ukraina

## Medaljörer

### Damer

#### Klassisk distans
1. Hanne Staff,  Norge, 1.04.49
2. Brigitte Wolf,  Schweiz, 1.08.46
3. Yvette Baker,  Storbritannien, 1.10.20

#### Kortdistans
1. Jenny Johansson,  Sverige, 25.50
2. Simone Luder,  Schweiz, 26.17
3. Anna Górnicka-Antonowicz,  Polen, 27.27

#### Stafett
1. Norge 1 (Elisabeth Ingvaldsen, Birgitte Husebye, Hanne Staff), 2.16.18
2. Sverige 1 (Katarina Allberg, Maria Sandström, Jenny Johansson), 2.16.21
3. Storbritannien 1 (Jenny James, Yvette Baker, Heather Monro), 2.20.08

### Herrar

#### Klassisk distans
1. Valentin Novikov,  Ryssland, 1.27.51
2. Marián Dávidík,  Slovakien, 1.32.32
3. Bjørnar Valstad,  Norge, 1.32.33

#### Kortdistans
1. Valentin Novikov,  Ryssland, 26.58
2. Juryj Omeltjenko,  Ukraina, 28.01
3. Tore Sandvik,  Norge, 28.11

#### Stafett
1. Schweiz (Matthias Niggli, Christoph Platner, Thomas Bührer), 2.36.42
2. Tjeckien (Vladimír Lučan, Michal Jedlička, Rudolf Ropek), 2.39.10
3. Sverige 2 (Fredrik Löwegren, Thomas Asp, Jörgen Olsson), 2.39.34

### Webbkällor
- ”European Orienteering Championship senior, statistics 1962-1964, 2000-” (på norska). Norska Orienteringsförbundet. Arkiverad från originalet den 23 augusti 2011. https://web.archive.org/web/20110823153924/http://old.orientering.no/resultater/emres.asp. Läst 29 september 2012.